# 기지마 가즈키
기지마 가즈키(일본어: 鬼島 和希, 1998년 8월 29일~)는 일본의 축구 선수이다.

## 구단 경력
그는 2021년 J3리그의 아술 클라로 누마즈에 입단했고, 2년동안 팀에서 뛰었다. 2023년 일본 지역 리그의 본즈 이치하라로 이적했다.